# 개 분쟁
개 분쟁(Dog Trouble)은 톰과 제리 시리즈 중 5번째의 작품이다. 이 작품에서는 처음으로 스파이크 (불독)이 나온다.

## 줄거리
톰과 제리가 사는 집에는 스파이크가 있는데 스파이크는 톰과 제리 둘에게 다 문제다. 그래서 톰과 제리는 연맹을 맺고 스파이크를 쫓아내지만 스파이크가 쫓겨나자 톰과 제리는 다시 앙숙이 된다.

## 이 작품의 매력
이 작품에서 처음 나온 스파이크는 별로 똑똑해 보이지도 않고 주인에게 쫓겨난다.

## 이전편과 다음편
이전편은 겁쟁이 톰이고 다음편은 고양이의 사랑이다.